# Brommella lactea
Espèce
Synonymes
- Pagomys lactea Chamberlin & Gertsch, 1958

Brommella lactea est une espèce d'araignées aranéomorphes de la famille des Cicurinidae.

## Distribution
Cette espèce est endémique du Texas aux États-Unis,. Elle se rencontre dans le canyon de Palo Duro.

## Description
La femelle holotype mesure 1,45 mm.

## Systématique et taxinomie
Cette espèce a été décrite sous le protonyme Pagomys lactea par Chamberlin et Gertsch, 1958. Elle est placée dans le genre Brommella par Braun en 1964.

## Publication originale
- Chamberlin & Gertsch, 1958 : « The spider family Dictynidae in America north of Mexico. » Bulletin of the American Museum of Natural History, no 116, p. 1-152 (texte intégral).